# Issa Mounaïev
Issa Akhiadovitch Mounaïev (tchétchène : Iиса Мунин ; russe : Иса Ахьядович Мунаев), né le 20 mai 1965 et décédé le 1er février 2015, est un rebelle tchétchène et un commandant militaire qui s'est battu pour l'indépendance de la république tchétchène d'Itchkérie vis-à-vis de la Russie jusqu'à ce qu'il soit contraint à l'exil en Europe vers 2004. Il est tué au combat pendant la bataille de Debaltseve alors qu'il dirige le bataillon Djokhar Doudaïev, une unité de volontaires tchétchènes se battant du côté ukrainien pendant la guerre du Donbass en 2015.